# Bangasternus orientalis
Bangasternus orientalis là một loài côn trùng trong họ Curculionidae. Nó được sử dụng làm tác nhân kiểm soát sinh học chống lại loài Centaurea solstitialis.
Con lớn có màu nâu với một lớp lông rằn sáng mỏng. Nó dài khoảng 6 mm. Con cái đẻ khoảng 470 quả trứng gần đầu hoa và trứng dính vào bằng chất nhầy màu tối. Khi trứng nở, ấu trùng chui ra và đào hang ở đầu hoa, ăn các phần hoa và hạt đang phát triển. Đây là loài bản địa Nam Âu và Địa Trung Hải.